# NGC 485
NGC 485 је спирална галаксија у сазвежђу Рибе која се налази на NGC листи објеката дубоког неба.
Деклинација објекта је + 7° 1' 5" а ректасцензија 1h 21m 27,5s. Привидна величина (магнитуда) објекта NGC 485 износи 13,2 а фотографска магнитуда 14,1. NGC 485 је још познат и под ознакама UGC 895, MCG 1-4-32, CGCG 411-32, IRAS 01188+0645, PGC 4921.